# Thomas Fehlen
Thomas Fehlen (* 10. November 1965 in Recklinghausen) ist ein deutscher Schauspieler und Schauspiellehrer.

## Leben
Bereits während der Schulzeit entdeckte er die Liebe zum Theater. In der Grundschule in Dormagen-Hackenbroich spielte er in "Der Wolf und die sieben Geißlein" den Kramer und nach der Erkrankung seines Freundes auch kurzfristig den Müller. Im Leibniz-Gymnasium Dormagen war er als Schülersprecher für diverse kulturelle Veranstaltungen (u. a. "Anti-Bild Tag", "Tag über Massentourismus", Kinoveranstaltungen, Rockkonzerte etc.) verantwortlich und spielte in der Theater AG in Biedermann und die Brandstifter einen der beiden Brandstifter. Außerdem spielte er als Gitarrist in mehreren Bands. Nach dem Abitur besuchte er von 1986 bis 1989 die Schauspielschule der Keller in Köln. Während der Ausbildung spielte er in der Fernsehserie Der Liebe auf der Spur eine Episodenhauptrolle, außerdem im Theater der Keller und am Düsseldorfer Schauspielhaus. Es folgten Theaterengagements u. a. in Bonn, Münster, Mayen, Aachen, Dortmund, Frankfurt, Schleswig, Pforzheim, Bad Hersfeld, Bad Vilbel, Bremen, Berlin und Köln. Zwischenzeitlich arbeitete er als Taxifahrer und Kunsttransporteur. 2006 gründete er in einem Seniorenstift in Köln eine Theatergruppe mit den Bewohnerinnen und erarbeitete mit diesen zwei von ihm geschriebene Stücke ("Meeresrauschen" und "Das letzte Mahl"). Von 2009 bis 2013 war er Schauspieldozent bei der Yehudi Menuhin Stiftung und der Peter Ustinov Stiftung. Seit 2009 arbeitet er als Dozent beim Comedia-Schauspieltraining in Köln. Im Fernsehen war er u. a. in den Serien Tatort, Ritas Welt, Nikola, Kommissar Stolberg, Alarm für Cobra 11 – Die Autobahnpolizei, SOKO Köln, Diese Kaminskis, Alles was zählt, Lindenstraße und Der weiße Äthiopier zu sehen.
In dem Kinofilm Honig im Kopf (2014) von Til Schweiger spielte er den Zugführer, in Hot Dog (2018) von Torsten Künstler den Kinderpsychologen.

## Filmografie (Auswahl)
- 1988: Der Liebe auf der Spur (Fernsehserie); Regie: Mietek Lewandowski
- 1994: Tatort: Mord in der Akademie (Fernsehserie); Regie: Ulrich Stark
- 1994: Scheidungsgericht (Fernsehserie); Regie: Andreas Thiel
- 1994: Brötchentanz (Kurzfilm); Regie: J.C. Hassel
- 1995: Camera Obscura (Kurzfilm); Regie: J.C. Hassel
- 1995: Große Geschäfte und kleine (Kurzfilm); Regie: M. Mayr
- 2000: Alarm für Cobra 11 (Fernsehserie); Regie: Michael Schneider
- 2000: Ein Mann und eine Frau (Kurzfilm); Regie: T. Emig
- 2002: Ritas Welt (Fernsehserie, S4E11: Die Schöffin); Regie: Ulli Baumann
- 2002: Puffi (Kurzfilm); Regie: Peter Bösenberg
- 2005: Nikola (Fernsehserie); Regie: Christoph Schnee
- 2005: SOKO Köln (Fernsehserie); Regie: Patrick Winczewski
- 2007: Kommissar Stolberg (Fernsehserie); Regie: Christine Hartmann
- 2010: Maria (Kurzfilm); Regie: Elmar Freels
- 2012: Mackenhorst (Pilot); Regie: Martin Friedel
- 2014: Diese Kaminskis (Fernsehserie); Regie: Sven Nagel
- 2014: Honig im Kopf (Kino); Regie: Til Schweiger
- 2014, 2015: Alles was zählt (Fernsehserie); Regie: diverse
- 2014: Tatort: Der große Schmerz (Fernsehserie); Regie: Christian Alvart
- 2014: Tatort: Fegefeuer (Fernsehserie); Regie: Christian Alvart
- 2015: Der weiße Äthiopier (Fernsehfilm); Regie: Tim Trageser
- 2015: Words (Kurzfilm)
- 2015: Adagio (Kurzfilm); Regie: Tian Dong
- 2015: Drei (Kurzfilm); Regie: Tian Dong
- 2017: Lindenstraße (Fernsehserie); Regie: Herwig Fischer
- 2017: Freaks; Regie: Sven Nagel
- 2018: Hot Dog (Kino); Regie: Torsten Künstler
- 2019: Marie Brand und das Spiel mit dem Glück
- 2020: Tatort: Gefangen (Fernsehserie); Regie: Isabel Prahl
- 2021: Der Lehrer (Fernsehserie); Regie: Peter Gersina
- 2021: Die Eifelpraxis: Chancen (Fernsehreihe); Regie: Uljana Havemann
- 2021: Faking Hitler (Fernsehserie)
- 2021: Die Rettung der uns bekannten Welt (Kino); Regie: Til Schweiger
- 2023: Manta Manta – Zwoter Teil (Kino); Regie: Til Schweiger
- 2023: Klara Sonntag – Erste Liebe (Fernsehreihe), Regie: Josh Broecker
- 2023: Tatort: Der Mann, der in den Dschungel fiel

## Theater (Auswahl)
- 1989: "Die Ilias"; Rolle: 1. Hirtenknabe; Regie: Hans Günther Heyme – Düsseldorfer Schauspielhaus
- 1989: "Rosa Winkel"; Rolle: Rudi; Regie: Wolfgang Trautwein – Theater der Keller, Köln
- 1990: "Endlich allein"; Rolle: Robert Butler; Regie: Horst Johanning – Contra Kreis Theater Bonn
- 1990–1991: "Die Welle" u. a.; Rollen: David etc.; Regie: diverse – Theater der Jugend, Bonn
- 1991: "Genoveva - Polch von Kottenheim"; Rolle: Polch von Kottenheim; Regie: Heyse – Burgfestspiele Mayen
- 1991–1993: "Kiebich und Dutz", "Die Geisel", "Robinson und Crusoe" etc.; Rollen: diverse; Regie: diverse – Städtische Bühnen Münster
- 1994: "Der Disneykiller"; Rolle: Cosmo Disney; Regie: Markus Ziemann – Südstadttheater Köln
- 1994–1995: "Aladin und die Wunderlampe"; Rolle: Aladin; Regie: Karl Heinz Wagner – Elspe Festival
- 1995: "Der zerbrochene Krug" u. a.; Rollen: Ruprecht, u. a.; Regie: diverse – Festspiele Bad Vilbel
- 1995: "Der Streit"; Rolle: Azur; Regie: Lisa Mehnert – Theater K, Aachen
- 1996–1997: "Ketten", "Trilogie der Sommerfrische", "Striptease", "Der zerbrochene Krug" etc. Rollen: Toon, Ruprecht, Der 1. Mann, Leonardo etc. Regie: diverse – Stadttheater Pforzheim
- 1998: "Harold und Maude"; Rolle: Harold; Regie: Dieter Reible – Fritz Remond Theater Frankfurt
- 1998: "Wie Dilldapp nach dem Riesen ging"; Rolle: Dilldapp; Regie: Andreas Robertz – Städtische Bühnen Münster
- 1999: "Der unerwünschte Freier"; Rolle: Etienne Lambert; Regie: P. Lotschak – Festspiele Bad Hersfeld
- 2000: "Peer Gynt"; Rolle: Peer Gynt; Regie: Matthias Komm – Theater Dortmund
- 2003: "Lieblingsfarbe Bunt"; Rolle: Alfons; Regie: Matthias Komm – Friedrichstadt-Palast Berlin
- 2007: "Lieblingsfarbe Bunt"; Rolle: Alfons; Regie: Matthias Komm – Musical Theater Bremen
- 2012: "Projekt FREIRAUM"; Rolle: Lehrer; Regie: Nina Gühlstdorff – Abtei Brauweiler
- 2013: "Fremd ist der Fremde nur in der Fremde"; Rolle: Theaterdirektor; Regie: Klaus Prangenberg – Theater im Bauturm, Köln
- 2014–2015: "Edelweisspiraten" (UA); Rolle: Tilly; Regie: Christopher Haninger – COMEDIA Theater Köln